# Clubiona quebecana
Clubiona quebecana är en spindelart som beskrevs av Charles Denton Dondale och James H. Redner 1976. Clubiona quebecana ingår i släktet Clubiona och familjen säckspindlar. Inga underarter finns listade i Catalogue of Life.